# دوغلاسفيل
دوغلاسفيل (بالإنجليزية: Douglasville, Georgia) هي مدينة تقع في مقاطعة دوغلاس بولاية جورجيا في الولايات المتحدة. تبلغ مساحة هذه المدينة 21.5 (كم²)، وترتفع عن سطح البحر 366 م، بلغ عدد سكانها 30961 نسمة في عام 2010 حسب إحصاء مكتب تعداد الولايات المتحدة.

## أعلام
- ديفيد سوندرز
- أوين رينولدز
- كلود جوزيف جونسون
- كاري غوفي
- مات كابس

## وصلات خارجية
- City of Douglasville Georgia Website نسخة محفوظة 16 يوليو 2006 على موقع واي باك مشين.
- Cities & Counties - Georgia.gov